# Sophie Marceau
Sophie Marceau (Pariz, Francuska, 17. studenog 1966.), francuska filmska glumica i redateljica.
Rodila se kao drugo dijete Benoita i Simone Maupu. Pravo ime joj je Sophie Daniéle Sylvie Maupu. Roditelji su joj se rastali kad je imala devet godina.
U 14. godini odlazi na foto-session u jednu agenciju u pratnji majke. Primijetio ju je filmski producent i pozvao na audiciju. Nedugo zatim mijenja prezime u Marceau.
Proslavila se filmom Tulum, a kasnije je snimala i glumila u kazalištu. U 17. godini osvojila je Césara (francuski Oscar), a partneri su joj bili Gerard Depardieu i Catherine Deneuve.
1989. godine snimila je film Moje su noći ljepše od tvojih dana s nekoliko golišavih scena. Svjetskoj publici poznata je iz filmova Hrabro srce i Svijet nije dovoljan. Filmovi koje je snimala i režirala postigli su uspjeh na festivalima.

## Privatni život
Dugogodišnji dečko bio joj je Andrzej Zulavski, za kojeg se udala, ali i rastala. Imaju sina Vincenta. Iz druge veze ima kćerku Juliette.
Trenutni joj je partner Christopher Lambert.